# Бондарівка (Богодухівський район)
Бондарі́вка — село в Україні, у Коломацькій селищній громаді Богодухівського району Харківської області. Населення становить 96 осіб. До 2017 орган місцевого самоврядування — Шляхівська сільська рада.

## Географія
Село Бондарівка розташоване на перетині автошляхів М03E40 та Т 2117. До села примикає село Андрусівка.

## Історія
Село засноване 1775 року.
12 червня 2020 року, розпорядженням Кабінету Міністрів України № 725-р «Про визначення адміністративних центрів та затвердження територій територіальних громад Харківської області», увійшло до складу Коломацької селищної громади.
19 липня 2020 року, в результаті адміністративно-територіальної реформи і ліквідації Коломацького району, село увійшло до складу Богодухівського району..

## Населення

### Мова
Розподіл населення за рідною мовою за даними перепису 2001 року:
| Мова       | Кількість | Відсоток |
| ---------- | --------- | -------- |
| українська | 91        | 94.79%   |
| російська  | 5         | 5.21%    |
| Усього     | 96        | 100%     |